# Sam Dominique Abouo
Sam Dominique Abouo (* 26. Dezember 1973 in Abidjan) ist ein ehemaliger ivorischer Fußballspieler auf der Position eines Mittelfeldspielers.

## Karriere

### Verein
Abouo begann 1991 beim ivorischen Spitzenklub ASEC Mimosas seine Profikarriere. Zuvor spielte er bereits in der Jugendabteilung des Klubs. Nach zwei Jahren und zwei Meistertiteln wurde der europäische Verein AS Monaco auf den Mittelfeldspieler aufmerksam und nahm diesen zur Spielzeit 1993/94 unter Vertrag. Dort schaffte es Abouo allerdings nicht sich durchzusetzen. Bereits zum Folgejahr transferierte er deshalb nach Saudi-Arabien zu al-Nasr FC. Mit diesen konnte er auf Anhieb die Saudi-Arabische Fußballmeisterschaft gewinnen. In den kommenden Spielzeiten kamen weitere Titel wie der Saudi Federation Cup und der Gulf Club Champions Cup hinzu. Den bedeutendsten Triumph feierte Abouo dann aber 1998 mit Sieg im Asian Cup Winners Cup. Im Finale am 12. April 1998 konnte Al-Nasr den koreanischen Verein Suwon Samsung Bluewings mit 1:0 schlagen. Kurz darauf sicherte die Mannschaft dann auch den Asian Super Cup. Nach vier Jahren zog es ihn wieder nach Europa, wo er beim belgischen Verein KSC Lokeren unterschrieb. Erneut schaffte es der Zentralspieler nicht sich durchzusetzen. Beim türkischen Klub Siirtspor unterschrieb Abouo dann 2000. Beim Aufsteiger blieb er ein halbes Jahr, verließ den Klub dann aber in der Winterpause zu Ligakonkurrent Beşiktaş Istanbul. Beim türkischen Top-Klub war Abouo aber nur Zuschauer und kam zu keinem Ligaeinsatz. 2001/02 ging er zum zweiten Mal nach Belgien, zum unterklassigen Team KFC Verbroedering Geel. Nach einem weiteren Jahr bei KFCR Mol-Wezel beendet er schließlich seine aktive Karriere.

### Nationalmannschaft
Abouo absolvierte insgesamt zehn Länderspiele für die Nationalmannschaft der Elfenbeinküste. 1992 gehörte er zum Kader des Teams, dass die Fußball-Afrikameisterschaft gewinnen konnte. Dabei setzte sich die Mannschaft im Finale nach 0:0 gegen Ghana mit 11:10 nach Elfmeterschießen durch. Beim Ausschießen konnte auch Abouo einen Treffer beisteuern. Zuvor absolvierte er die gesamte Spielzeit der Partie. Zwei Jahre später stand er erneut im Aufgebot für die Fußball-Afrikameisterschaft 1994. Die Elfenbeinküste schied im Halbfinale aus. Auch sechs Jahre darauf war Abouo Teilnehmer bei der Afrika-Meisterschaft 2000.

## Erfolge
- Ivorischer Meister mit ASEC Mimosas: 1992, 1993
- Saudi-Arabische Fußballmeisterschaft mit Al-Nasr: 1995
- Gulf Club Champions Cup mit Al-Nasr: 1996, 1997
- Saudi Federation Cup mit Al-Nasr: 1998
- Asian Cup Winners Cup mit Al-Nasr: 1998
- Asian Super Cup mit Al-Nasr: 1998